# Robert van de Griend
Robert van de Griend (1979) is een Nederlandse journalist. Na het atheneum aan de RSG Hoeksche Waard in Oud-Beijerland studeerde hij vanaf 1998 Nederlands, Aziëstudies en Journalistiek aan de Universiteit van Amsterdam.
Voor het lokale radiostation AmsterdamFM presenteerde Van de Griend een cultureel radioprogramma en voor het Amsterdamse stadsblad NL20 maakte hij interviews. 
Van 2006 tot 2016 werkte hij voor het toenmalige weekblad Vrij Nederland, van 2011 tot 2015 als adjunct-hoofdredacteur. Nadat uitgever WPG eind 2015 bekend maakte dat tegenvallende bedrijfsresultaten noopten om het weekblad voort te zetten als maandblad, functioneerde Van de Griend kortstondig als interim-hoofdredacteur. In 2017 begon hij bij de Volkskrant als chef Zaterdag en Opinie van het achtergrondkatern Vonk. Sinds mei 2021 is hij Rotterdams correspondent bij de krant. 
Als gastdocent Journalistieke Vaardigheden gaf hij in Amsterdam les op  Querido Academie en de Universiteit van Amsterdam, in Utrecht doceerde hij aan de Hogeschool Utrecht. Robert van de Griend was presentator bij IDFA, Crossing Border en de Nacht van de Radicale Vernieuwers.

## Erkenning
Voor zijn artikel ‘Undercover op de Illegalenboot’ won hij in 2006 de aanmoedigingsprijs van de VVOJ. Datzelfde artikel werd een jaar later onderscheiden met De Tegel in de categorie 'Talent'. Tweede prijzen waren er in 2008 voor zijn artikel 'Hoe Viagra de wereld veranderde' (Glazen Griffioen) en in 2009 voor 'De illegalencarroussel' (Zilveren Zebra). Ook het artikel 'De man die de koningin aanrandde' over de Damschreeuwer dat hij schreef met Sander Donkers, werd dubbel beloond. Naast de bekroning tot Mercur Tijdschriftreportage van het Jaar won het tevens een Tegel in de categorie 'Achtergrond'.

## Prijzen
- Mercur (2011)
- De Tegel (2010)
- De Tegel (2007)
- De Loep (2006)